# Stein (Neunkirchen-Seelscheid)
Stein ist ein Ortsteil der Gemeinde Neunkirchen-Seelscheid im Rhein-Sieg-Kreis.

## Lage
Stein liegt auf einem Bergscheid des Bergischen Landes und ist der westlichste Ortsteil der Gemeinde. Die Anhöhe wird vom Naafbach und Wenigerbach gebildet. Nachbarorte sind Rengert und Effert im Osten.

## Geschichte
Das Dorf gehörte bis 1969 zur Gemeinde Seelscheid.
1830 hatte Stein mit der Steinermühle sechzig Einwohner. 1845 hatte der Ort 33 evangelische und 30 katholische Einwohner in 16 Häusern. 1888 gab es 75 Bewohner in 15 Häusern.
1901 hatte der Weiler 63 Einwohner. Verzeichnet sind die Familien Ackerer Heinrich Heider, Maurer Peter Kissel, Kleinhändler Heinrich Kremer, Ackerer Wilhelm Kremer, Ackerer Peter Krumm, Schuster Wilhelm Kühler, Ackerer Wilhelm Lohmar, Ackerer Peter Schmitt und die Ackerersippe Witwe Heinrich, Witwe Heinrich Wilhelm und zweimal Wilhelm Schöneshöfer.